# Roger W. McGowen
Pour les articles homonymes, voir McGowan.
Roger W. McGowen, né le 23 décembre 1963, est une personnalité afro-américaine condamnée à mort au Texas. Il a également publié son autobiographie. Il est actuellement détenu dans le couloir de la mort de la prison de Wynne Unit au Texas.

## Biographie
McGowen est le 7ème d'une famille de 10 enfants. Il est condamné à mort[pourquoi ?] au Texas en 1987. Il est depuis dans le couloir de la mort. Il entretient une correspondance avec le sociologue et écrivain suisse Pierre Pradervand, correspondance qui aboutit à la publication de deux livres autobiographiques et biographiques.
Il a écrit des chroniques pour le journal français Libération.
Il a fait l'objet d'un documentaire soutenu par le journal suisse le Temps, d'un reportage par la Radio Télévision Suisse ainsi que d'une couverture dans l'émission Temps présent.

## Publications
- Messages de vie du couloir de la mort, avec Pierre Pradervand, préface de Christiane Singer, éditions Jouvence, 2003.
- Messages de vie du couloir de la mort, avec Pierre Pradervand, préface de Christiane Singer, éditions Jouvence, réédition revue et augmentée de 10 ans de correspondance, 2013.

## Filmographie
- Roger McGowen condamné à mort n°889, film documentaire de Nicolas Pallay, 2012[8].